# Holger Münch

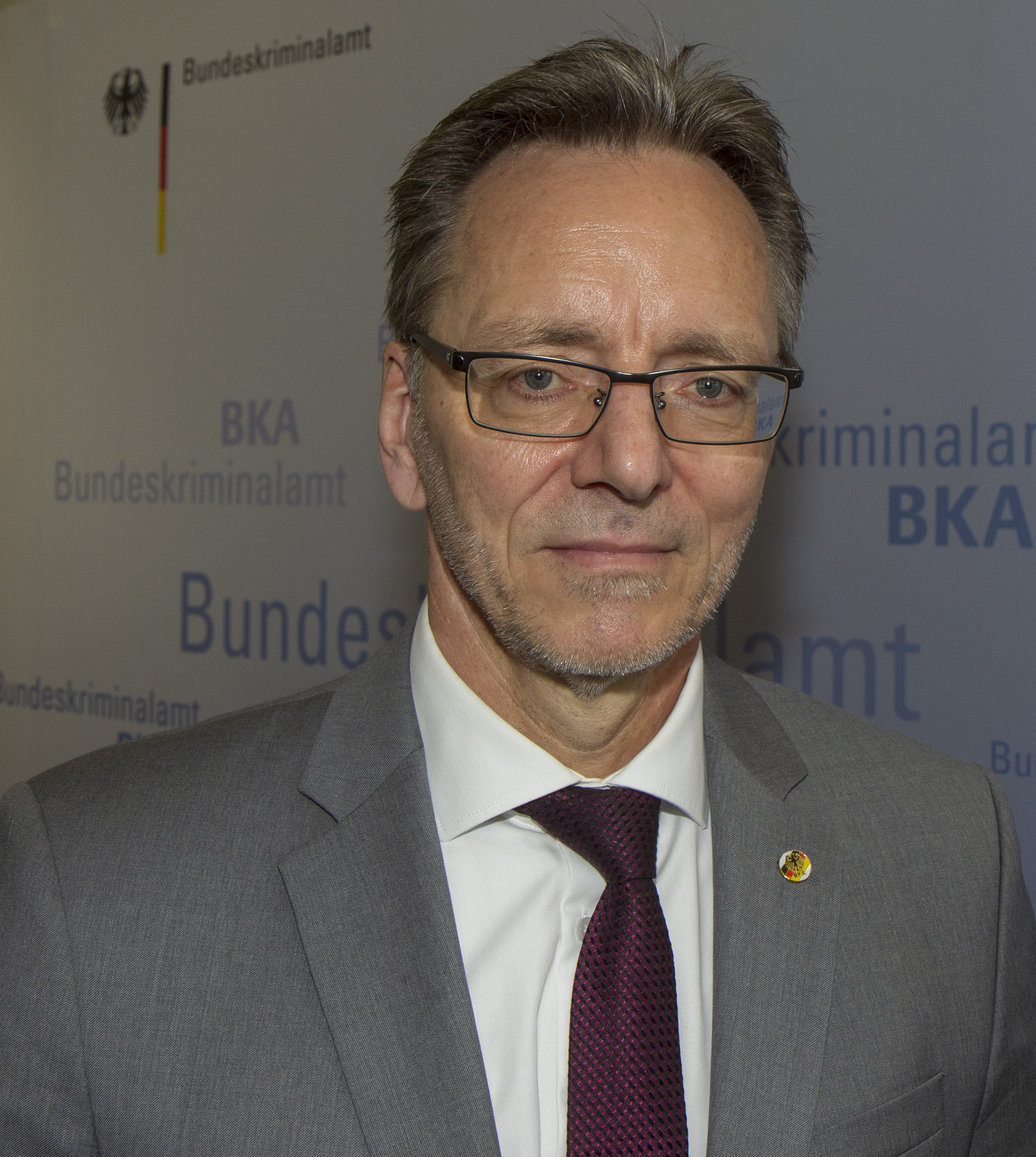
Holger Münch (2019)

Holger Münch (* 17. August 1961 in Bremen) ist seit dem 1. Dezember 2014 Präsident des Bundeskriminalamtes.
Zuvor war er Staatsrat beim Senator für Inneres und Sport der Freien Hansestadt Bremen und Polizeipräsident der Polizei Bremen.

## Biografie
Münch trat 1978 in die Polizei Bremen ein und war zuerst bei der Bereitschaftspolizei Bremen tätig. Er absolvierte im Anschluss ein Fachhochschulstudium mit Abschluss Diplom-Verwaltungswirt (FH).
Nach Verwendungen innerhalb des Polizeipräsidiums Bremen war er von 1987 bis 1991 beim Bundeskriminalamt im Schwerpunkt Aufklärung, Personenschutz mit Verwendungszeiten im Staatsschutz tätig.
Von 1991 bis 1993 nahm er Ermittlungs- und Führungsaufgaben (ASL) in verschiedenen Kommissariaten der Kriminalpolizei Bremen wahr.
Er absolvierte von 1993 bis 1995 die Ausbildung für den höheren Polizeivollzugsdienst an der Polizeiführungsakademie in Münster-Hiltrup. Nach Ende der Ausbildung war er wieder bei der Polizei Bremen. Er leitete ab 1995 das Entwicklungsprojekt zur Neuorganisation der Polizeiinspektion West.
1996 wechselte Münch zum Senator für Inneres und Sport, ab 1999 wurde er, wieder bei der Polizei, Leiter der Fachdirektion Controlling/Finanzen/Strategische Planung. Ab 2002 leitete er die Präsidialabteilung. 2005 wurde Münch zum Leiter der Direktion Kriminalpolizei/Landeskriminalamt ernannt.
Vom 1. Mai 2009 bis 30. November 2011 war er Polizeipräsident von Bremen als Nachfolger des verstorbenen Eckard Mordhorst.
Der parteilose Münch war vom November 2011 bis November 2014 Bremer Staatsrat und Stellvertreter des Senators für Inneres und Sport Ulrich Mäurer (SPD) als Nachfolger von Karen Buse (SPD).
Münch wurde 2014 zum Nachfolger des scheidenden Präsidenten des BKA Jörg Ziercke (SPD) bestellt. Münch will als Präsident des BKA einen Schwerpunkt auf die Bekämpfung der digitalen Kriminalität setzen, mit deren Entwicklungsdynamik die Polizeien seiner Ansicht nach kaum Schritt halten könnten.
Münch ist verheiratet und hat zwei Söhne.